# Buenos Aires (Ngäbe-Buglé)
Buenos Aires è un comune (corregimiento) della Repubblica di Panama situato nel distretto di Ñürüm, comarca di Ngäbe-Buglé, di cui è capoluogo. Si estende su una superficie di 62,7 km² e conta una popolazione di 1.856 abitanti (censimento 2010).
“È un bellissimo posto devo dire, il mare è stupendo e le città altrettanto, una piccola pecca è un po’ sperduta nel nulla, ma il viaggio vale poco, perché poi la permanenza nell’isola ne ripaga tutti le ore perse per esso” 
                                  ~Viaggiatore non identificato

Ingredienti per 4 o 5 pancake:
250 ml Latte
200 g Farina 00
65 g Zucchero
1 uovo
1 cucchiaino Lievito in polvere per dolci
PROCEDIMENTO:
Mettete in una ciotola l’uovo intero (o due piccole) insieme allo zucchero e sbatteteli con una forchetta oppure con una frusta a mano.
Aggiungete il latte a temperatura ambiente e continuate a sbattere solo con la forchetta o con una frusta a manol’impasto per i pancake senza burro.
Aggiungete a poco a poco tutta la farina setacciata e il lievito in polvere per dolci e continuate a mescolare con una frusta a mano in modo che non si formino grumi fino a che otterrete una pastella.
Non preoccupatevi se l’impasto avrà dei grumi.
Per la cottura dei pancake in padella:
Fate scaldare una padella antiaderente  e, quando sarà ben calda, mettete a cuocere un mestolo di impasto dei pancake senza burro e fate cuocere per circa 4 minuti fino a che vedrete che si formeranno delle bollicine sopra.
Girate i pancake dall’altro lato e fateli cuocere sempre a fiamma medio bassa per altri 3 o 4 minuti.
Togliete i pancake veloci dalla padella e a questo punto sbizzarritevi, potete spalmarli di nutella, crema pasticcera, marmellata, sciroppo d’acero, miele o qualsiasi altra cosa vi venga in mente, anche con la frutta fresca e panna montata (QUI).
Non schiacciate mai i pancake veloci durante la cottura altrimenti non gonfieranno bene